# Stefanie Molthagen-Schnöring
Stefanie Molthagen-Schnöring (geboren am 20. Februar 1978) ist eine deutsche Kommunikationswissenschaftlerin und Hochschulmanagerin.

## Werdegang
Molthagen-Schnöring wuchs im Sauerland auf und studierte an der Westfälischen Wilhelms-Universität in Münster Germanistik, Kommunikationswissenschaft und Angewandte Kulturwissenschaften. Zur Dr. phil. wurde sie 2006 mit einer Arbeit zum Zusammenhang von Unternehmenskommunikation und -kultur promoviert. Sie war für die Finanz- und Unternehmenskommunikationsberatung Kirchhoff Consult in Hamburg und für die Kommunikationsagentur WE DO communication in Berlin tätig, bevor sie 2011 als Professorin für Wirtschaftskommunikation an die Hochschule für Technik und Wirtschaft Berlin berufen wurde.  Von 2014 bis 2019 war sie Prodekanin des Fachbereichs Informatik, Kommunikation und Wirtschaft der HTW Berlin. Am 1. April 2019 trat sie das Amt der Vizepräsidentin für Forschung und Transfer an.

## Themen und Projekte
Molthagen-Schnöring lehrt und forscht zu Themen des Kommunikationsmanagements, insbesondere gesellschaftspolitischer Kommunikation und Wissenschaftskommunikation. Zu ihren wichtigsten Publikationen gehören das Lehrbuch „Textspiele in der Wirtschaftskommunikation“ und der Dialogratgeber „Lasst uns reden. Wie Kommunikation in Politik, Wirtschaft und Gesellschaft gelingt“. Sie engagiert sich in vielen Projekten, die Wissenschaft, Wirtschaft und Gesellschaft verbinden und ist Botschafterin der Brain City Berlin.
2020 wurde Molthagen-Schnöring als Expertin für Wissenschaftskommunikation in die #FactoryWisskomm des Bundesministeriums für Bildung und Forschung (BMBF) berufen und leitete die Arbeitsgruppe zum Thema „Reputation und Anreize“. Gemeinsam mit Johannes Vogel vom Museum für Naturkunde Berlin ist sie Co-Vorsitzende des Science Panel im Wissenschaftsjahr 2022 „Nachgefragt!“ des BMBF. Sie ist gemeinsam mit ihrem Mann Dietmar Molthagen Initiatorin eines privaten Salons zu gesellschaftspolitischen Themen und ist als Moderatorin aktiv, u. a. bei der Falling Walls Conference und bei Evangelischen Kirchentagen. Molthagen-Schnöring engagiert sich im Verein science2public und als Vertrauensdozentin und Mentorin bei der Studienstiftung des deutschen Volkes.

## Publikationen (Auswahl)
- Gesellschaftspolitisches Engagement in Zeiten von Trump & Co. Chancen und Risiken für Unternehmen. Wiesbaden: Springer 2018. ISBN 978-3-65821590-3